# نواب اود
نَوّابِ اَوَد یا نواب عوض عنوان حاکمانی بود که طی سال‌های ۱۷۲۲ تا ۱۸۵۸ میلادی بر منطقه اود در شمال هند حکومت می‌کردند. این خاندان شیعه‌مذهب بود و به دودمانی ایرانی‌الاصل از نیشابور تعلق داشتند. بنیانگذار این سلسله سعادت‌علی‌خان نیشابوری بود.

## تاریخچه
نواب اود حاکمان نیمه‌مستقل در حکومت‌های جدا شده امپراتوری گورکانی هند پس از مرگ اورنگ‌زیب بودند. آنها با پیشوا، در نبرد بوپال در برابر امپراتوری مراتا، و نبرد کرنال به عنوان درباریان امپراتوری گورکانی جنگیدند.
نواب اود، همراه با بسیاری دیگر از نواب، به‌عنوان اعضای اشراف امپراتوری گورکانی در نظر گرفته می‌شدند. آنها در نبرد سوم پانی‌پت به احمدشاه درانی پیوستند و شاه عالم دوم را مجدد به تاج و تخت امپراتوری نشاندند. نواب اود همچنین در نبرد بکسر و در پی حوادث پس از نبرد پلاسی برای حفظ منافع گورکانیان جنگیدند، دولت عوض در نهایت استقلال خود را از حکومت مغول گورکانی در سال ۱۸۱۸ اعلام کرد.